# Ziemia rawska

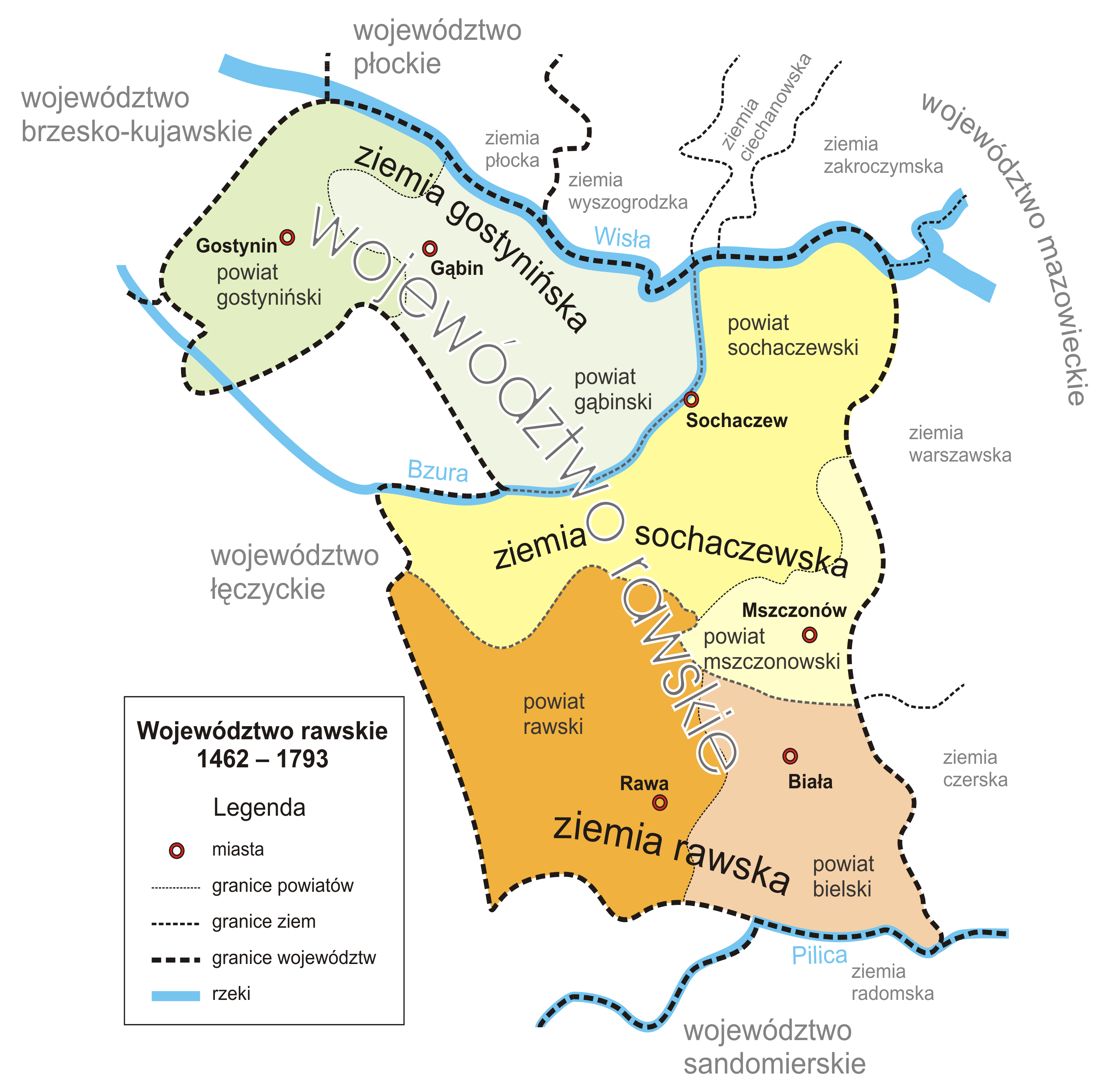
Województwo rawskie z ziemią rawską

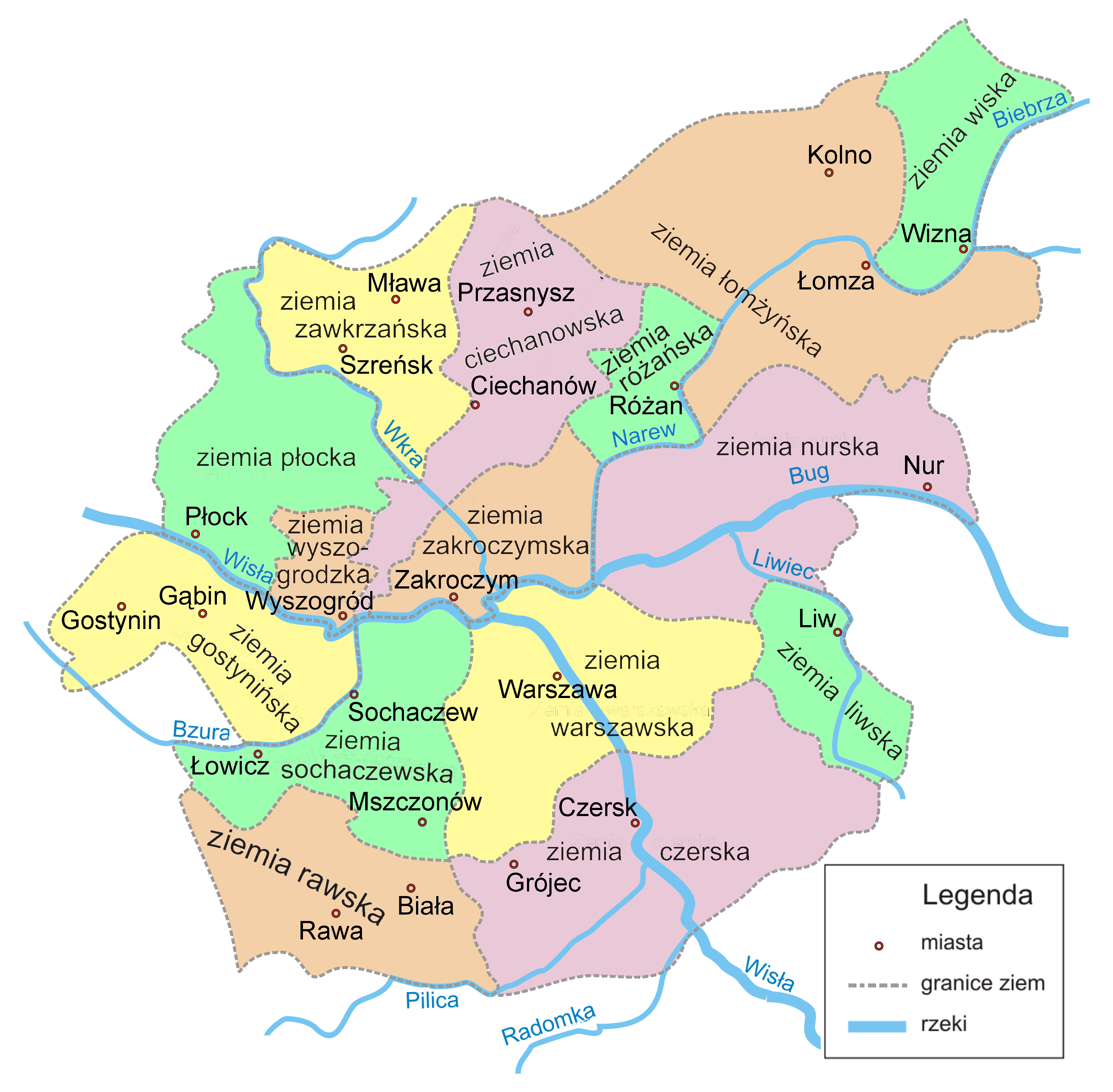
Ziemia rawska i inne ziemie Mazowsza (XIII–XVIII w.)

Ziemia rawska – jednostka terytorialna leżąca na Mazowszu, stanowiąca w latach 1476–1793 część województwa rawskiego. Główne miasto: Rawa Mazowiecka.

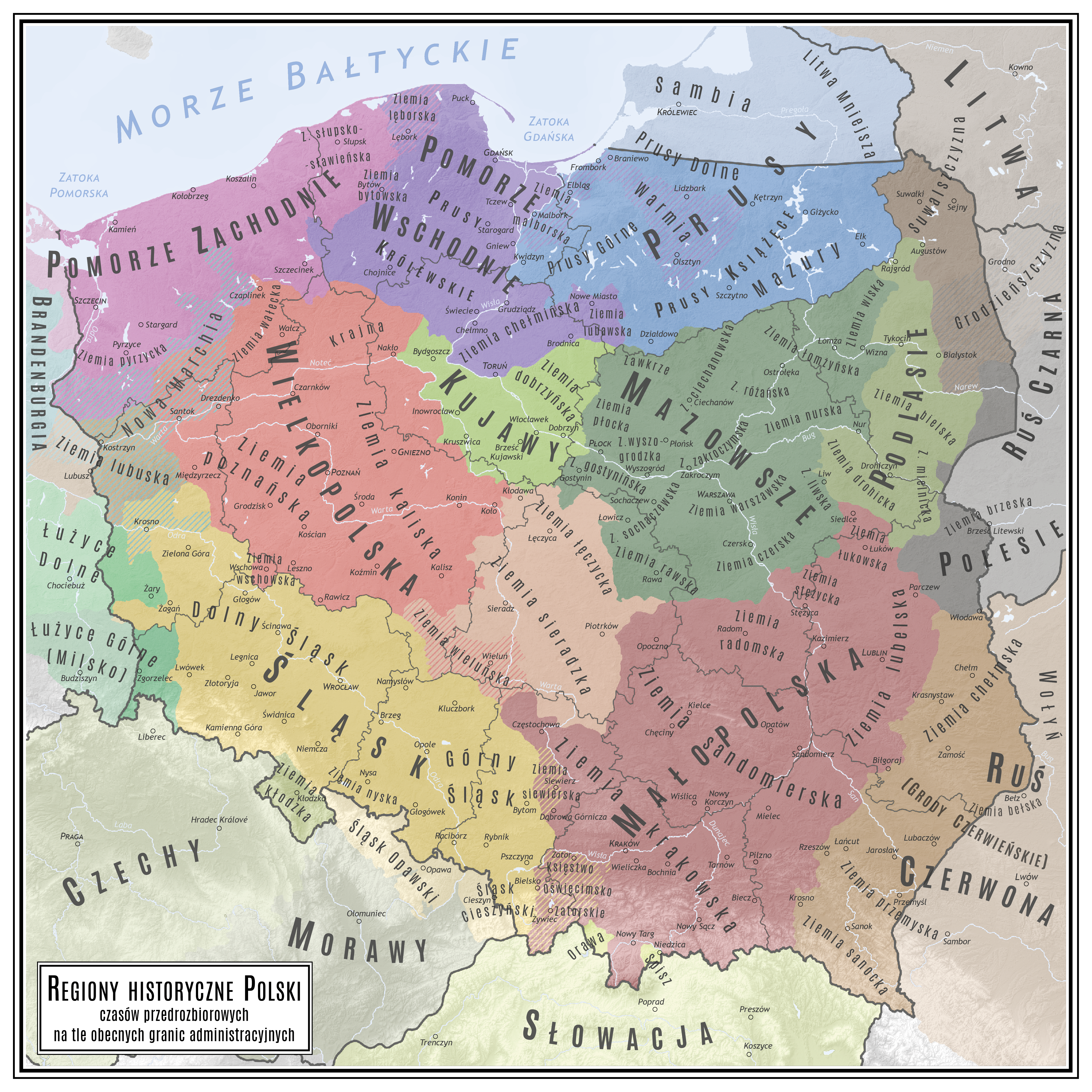
Ziemia rawska, Mazowsze i inne krainy historyczne Polski na tle współczesnych granic administracyjnych

Ziemia rawska dzieliła się na 2 powiaty: 
- rawski
- bielski.

Starostwo grodowe rawskie.